# قوانين نيوتن للحركة
قوانين نيوتن للحركة هي ثلاثة قوانين فيزيائية تأسس علم حركة الأجسام، وتربط هذه القوانين القوى المؤثرة على الجسم بحركته. أول من جمعها هو إسحاق نيوتن، وقد استخدم هذه القوانين في تفسير العديد من الأنظمة والظواهر الفيزيائية.
نشر نيوتن قوانينه لأوَّل مرَّة في كتابه الأصول الرياضيَّة للفلسفة الطبيعيَّة Philosophiæ Naturalis Principia Mathematica الذي نُشِرت طبعته الأولى في عام 1687. استعمل نيوتن هذه القوانين ليُفسِّرَ ويتحرى حركة كثير من المنظومات الفيزيائية.
مثلا في الجزء الثالث، أظهر نيوتن ان هذه القوانين بالإضافة لقانون الجذب العام قادرة على تفسير قوانين كيبلر لحركة الكواكب، ولازالت هذه القوانين إحدى أهم القوانين الفيزيائية حتى الآن.

## قانون نيوتن الأول
الجسم الساكن يبقى ساكناً، والجسم المتحرّك يبقى متحركاً، مالم تؤثر عليه قوى ما.

ينص القانون الأول على أنه إذا كانت القوة المحصلة (المجموع الاتجاهي للقوى المؤثرة على الجسم) تساوي صفر، فإن سرعة الجسم تكون ثابتة. تعتبر السرعة كمية متجهة حيث يُعَبَّر عنها مقداراً وهي سرعة الجسم واتجاهاً وهو اتجاه حركة الجسم. عندما نقول أن سرعة الجسم ثابتة فإننا نعني أن كلا من المقدار والاتجاه ثابتين.
يمكن التعبير عن القانون الأول رياضيا كما يلي:
{\displaystyle \sum \mathbf {F} =0\;\Leftrightarrow \;{\frac {\mathrm {d} \mathbf {v} }{\mathrm {d} t}}=0.}
وبناءاً على ذلك:
- الجسم الساكن سيظل ساكن ما لم تؤثر عليه قوى خارجية.
- الجسم المتحرك لا تتغير سرعته طالما لم تؤثر عليه قوة خارجية.

تسمى هذه الحالة الحركة المنتظمة. يظل الجسم على حالته ما لم تؤثر عليه قوة خارجية. إذا كان في حالة سكون سيظل في هذه الحالة. إذا كان الجسم متحرك فإنه سيستمر في حركته بدون تغير في اتجاهه أو سرعته. هذا يتضح في المسابر الفضائية التي تستمر في الحركة في الفضاء الخارجي. التغير في حركة الجسم يجب أن يفرض ضد قابلية الجسم للاحتفاظ بحالته من الحركة. في غياب القوة المحصلة، فإن الجسم ينوي للتحرك على طول مساره إلى أجل غير مسمى.
وضع نيوتن القانون الأول للحركة لكي يؤسس إطار مرجعي كي يتم تطبيق القوانين الأخرى. تفرض مفاهيم القانون الأول وجود إطار مرجعي واحد على الأقل يسمي إطار نيوتن والذي بدوره فإن أي جسم لا يتأثر بقوي خارجية يتحرك في خط مستقيم وبسرعة ثابتة. يتم الإشارة إلى القانون الأول لنيوتن بقانون القصور الذاتي. لا بد لكي يتحرك الجسم في حركة منتظمة بالنسبة إلى الإطار المرجعي لنيوتن هو أن تكون مجموع القوى المؤثرة عليه تساوي صفر. يمكن التعبير عن القانون الأول كما يلي:
تعتمد حركة أي جسم في الكون في إطار مرجعي Φ على تأثير القوى والتي تتلاشى محصلتها عندما تكون سرعة الجسم ثابتة في الإطار المرجعي Φ. بناءا عليه فإن الجسم الساكن أو المتحرك يظل على حالته ما لم تؤثر عليه قوة تغير من حالته.
القانون الأول والثاني لنيوتن فقط يكونان متاحان في إطار مرجعي للقصور الذاتي. أي إطار مرجعي في حالة حركة بالنسبة إلى الإطار المرجعي الذاتي يكون أيضا إطار مرجعي ذاتي.

## قانون نيوتن الثاني
إذا أثرت قوة على جسم ما فإنها تكسبه تسارعاً، يتناسب طردياً مع قوته وعكسيا مع كتلته.
{\displaystyle \mathbf {F} ={\frac {\mathrm {d} \mathbf {p} }{\mathrm {d} t}}={\frac {\mathrm {d} (m\mathbf {v} )}{\mathrm {d} t}}.}
يمكن التعبير عن القانون الثاني باستخدام تسارع الجسم. يتم تطبيق القانون الثاني على الأنظمة ثابتة الكتلة  لذا فإن m تكون كمية ثابتة وبالتالي لا تدخل في نطاق عملية التفاضل طبقا لنظرية المعامل الثابت في التفاضل:
{\displaystyle \mathbf {F} =m\,{\frac {\mathrm {d} \mathbf {v} }{\mathrm {d} t}}=m\mathbf {a} ,}
حيث F هي القوة المحصلة، m هي كتلة الجسم و a هي تسارع الجسم. القوة المؤثرة على الجسم ينتج عنها تسارع في حركة الجسم ويمكن التعبير عنها أيضا أنه إذا كان الجسم في حالة تسارع فإنه يؤثر عليه قوة.
عند تفاضل كمية الحركة بالنسبة للزمن فإن ناتج التفاضل لا يساوي صفر طالما هناك تغير في اتجاه كمية الحركة حتى إذا لم يكن هناك تغير في المقدار مثل الحركة الدائرية المنتظمة. تطبق هذه العلاقة مبدأ الحفاظ على كمية التحرك وهو أنه عندما تكون مجموع القوى المحصلة المؤثرة على الجسم تساوي صفر فإن كمية الحركة للجسم تظل ثابتة. تساوي القوة المحصلة معدل التغير في كمية التحرك.
يحدث تغير في كمية الحركة عند اكتساب أو فقد النظام للكتلة وذلك دون وجود قوة خارجية تؤثر على النظام. المعادلة التفاضلية هنا تكون ضرورية للنظام متغير الكتلة. (انظر أدناه)
يحتاج القانون الثاني إلى تعديل عند أخذ النسبية الخاصة في الاعتبار، لأنه عند السرعات العالية فإن التعبير عن كمية الحركة التي هي عبارة عن حاصل ضرب الكتلة والسرعة يكون غير دقيق.

### اندفاع
يحدث الاندفاع J عندما تظل قوة مؤثرة على نظام لفترة من الزمن Δt ونعبر عنها بالعلاقة:
{\displaystyle \mathbf {J} =\int _{\Delta t}\mathbf {F} \,\mathrm {d} t.}
حيث أن القوة هي تفاضل كمية الحركة بالنسبة للزمن فإن العلاقة تكون:
{\displaystyle \mathbf {J} =\Delta \mathbf {p} =m\Delta \mathbf {v} .}
العلاقة بين الاندفاع وكمية التحرك قريبة من منطوق قانون نيوتن الثاني.
الاندفاع هو مبدأ دائما يستخدم لتحليل التصادمات.

### نظام متغير الكتلة
النظام المتغير الكتلة مثل الصاروخ الحارق للوقود ويخرج في صورة غازات هو نظام ليس مغلق ولا يمكن جعل الكتلة دالة في الزمن فقط في القانون الثاني ، العلاقة الآتيه خاطئة:
{\displaystyle \mathbf {F} _{\mathrm {net} }={\frac {\mathrm {d} }{\mathrm {d} t}}{\big [}m(t)\mathbf {v} (t){\big ]}=m(t){\frac {\mathrm {d} \mathbf {v} }{\mathrm {d} t}}+\mathbf {v} (t){\frac {\mathrm {d} m}{\mathrm {d} t}}.\qquad \mathrm {(wrong)} }
الشئ الخاطئ في هذه العلاقة هي أنها لا تأخذ في اعتبارها إطار غاليلي المرجعي: جسم متغير الكتلة ولا يؤثر عليه كتلة (F = 0) في إطار ما إذا نظرنا إليه من إطار مرجعي آخر سنجد أن القوة لا تساوي صفر. المعادلة الصحيحة لنظام متغير الكتلة إما عن طريق طردها أو إدخالها للنظام يمكن الحصول عليها من القانون الثاني للنظام ثابت الكتلة المتكون من الجسم والكتلة المتغيرة، ينتج عن هذا:
{\displaystyle \mathbf {F} +\mathbf {u} {\frac {\mathrm {d} m}{\mathrm {d} t}}=m{\mathrm {d} \mathbf {v}  \over \mathrm {d} t}}
السرعة u هي السرعة النسبية للكتلة الداخلة أو الخارجة من النظام بالنسبة للجسم. من هذه المعادلة يمكننا اشتقاق معادلة الحركة لنظام متغير الكتلة. على سبيل المثال معادلة تسالكوفسكي الصاروخية وتحت بعض الاتفاقيات فإن الكمية u dm/dt التي تمثل نقل كمية التحرك يمكن تعريفها كقوة تؤثر على الجسم عن طريق تغير الكتلة مثل خرج الصاروخ من الغازات التي تمثل قوة دفع للصاروخ ويتم إضاقتها في كمية القوى F وبالتالي يمكن اختصارها في المعادلة F = ma.

## قانون نيوتن الثالث
القوتان متساويتان في المقدار ومتضادتان في الاتجاه.

صورة توضح قانون نيوتن الثالث حين هناك شخصان يدفعان ضد بعضهما. الأول على اليسار يؤثر بقوة N12 ناحية اليمين، والآخر يؤثر بقوة N21 ناحية اليسار. القوتان متساويتان في المقدار ومتضادتان في الاتجاه.القانون

لكل قوة فعل قوة رد فعل، مساوٍ له في المقدار ومعاكس له في الاتجاه.
القانون الثالث ينص على جميع القوي بين جسمين وتكون متساوية في المقدار ومتضادة في الاتجاه: إذا وجد جسم A يؤثر بقوة FA على جسم آخر B، فإن الجسم B يؤثر بقوة FB على الجسم A والقوتين متساويتان في المقدار ومتضادتان في الاتجاه FA = −FB. يعني القانون الثالث أن القوة المؤثرة هي قوى متبادلة على الاجسام المختلفة  وهذا يعني أنه عندما تؤثر قوة على جسم فلا بد من وجود قوة أخرى مصاحبة لها مساوية لها في المقدار ومضادة لها في الاتجاه. بعض الاحيان فإن مقدار واتجاه القوى يتحدد عن طريق جسم واحد فقط من الجسمين فمثلا عندما يؤثر جسم A على جسم آخر B بقوة فإنه يسمي بالفعل ويؤثر الجسم B على الجسم A بقوة لها نفس المقدار ولكنه في اتجاه مضاد ويسمي برد الفعل. هذا القانون عادة يسمي بقانون الفعل ورد الفعل. في مواقف أخرى يتم حساب مقدار واتجاه القوى عن طريق الجسمين معا وفي هذه الحالة لا نستخدم لفظ الفعل ورد الفعل. كلا القوتين يمكن تسميتها بالفعل ورد الفعل لأنهما قوتان غير منفصلتين ولا يمكن وجود واحدة دون الأخرى.
في القانون الثالث يكون القوتين من نفس النوع فمثلا عندما يؤثر الطريق على السيارة بقوة احتكاك فإن السيارة أيضا تؤثر على الطريق بقوة احتكاك أخرى.
يمكن رؤية القانون الثالث عندما يسير شخص فإنه يؤثر على الأرض بقوة وتؤثر عليه الأرض بقوة أيضا لذلك كل من الأرض والشخص يؤثرون على بعضهما البعض كذلك يحدث هذا بين الطريق والسيارة. يمكن رؤيته أيضا عندما يكون الشخص في الماء فإن المياه تدفع الشخص للأمام بينما يدفع الشخص الماء للخلف فكلاهما يؤثران على بعضهما.

## قوة الاحتكاك
وهي القوة التي تقاوم الحركة بسبب تلامس سطح جسم يتحرك مع سطح آخر.
مثال: مقاومة الماء لسفينة تسير فيه، أو مقاومة الهواء لسير السيارة أو لراكب الدراجة.

### قوة الاحتكاك الساكن
تمثل أقل قوة لتحريك الجسم الساكن ترتبط بالقوة العمودية على سطح الاحتكاك {\displaystyle N} بالعلاقة: {\displaystyle f_{s}=m_{s}N} حيث يعرف ثابت التناسب {\displaystyle m_{s}} باسم معامل الاحتكاك الساكن.

### قوة الاحتكاك الحركي
تعرف قوة الاحتكاك بين سطحين لجسمين متحركين ترتبط بالقوة العمودية على سطح الاحتكاك {\displaystyle N} بالعلاقة:
{\displaystyle F_{k}=m_{k}N} حيث يعرف {\displaystyle m_{k}} معامل الاحتكاك الحركي.

## تراكب القوى
صاغ نيوتن مبدأ «تراكب القوى» في الميكانيكا بالإضافة إلى القوانين الثلاثة للحركة التي اكتشفها
ووضعها.
"إذا أثرت عدة قوى {\displaystyle {\vec {F_{1}}},{\vec {F_{2}}},\ldots ,{\vec {F_{n}}}}, في نقطة أو على جسم جاسيء، فإنها تتراكب مع بعضها البعض تراكبا موجها وتنتج عنهم "محصلة" {\displaystyle {\vec {F}}} لتأثيرهم الجماعي."
{\displaystyle {\vec {F_{res}}}={\vec {F_{1}}}+{\vec {F_{2}}}+\ldots +{\vec {F_{n}}}}
اعتبر هذا المبدأ فيما بعد «قانون نيوتن الرابع».
أمثلة:
(انظر مضلع القوى ومتوازي أضلاع القوى).

## اقرأ أيضا
- قانون الجذب العام لنيوتن
- متجه